# Những chàng trai năm ấy
To All the Boys I've Loved Before là một bộ phim lãng mạn tuổi teen của Mỹ năm 2018 do Susan Johnson đạo diễn, dựa trên tiểu thuyết cùng tên năm 2014 của Jenny Han. Bộ phim có sự góp mặt của các diễn viên Lana Condor, Noah Centineo, Janel Parrish, Anna Cathcart, Emilija Baranac, Israel Broussard và John Corbett, được phát hành bởi Netflix vào ngày 17 tháng 8 năm 2018.

## Cốt truyện
Lara Jean Song Covey là một học sinh trung học 16 tuổi, người thích tưởng tượng về sự lãng mạn, nhưng thực sự sợ có một mối quan hệ lãng mạn thực sự. Trong những năm trước, cô đã viết những bức thư tình cho các chàng trai mà cô đã thầm thương trộm nhớ, mà không bao giờ gửi chúng. Cảm thấy cuộc sống đang trôi qua một cách vô vị, em gái của cô, Kitty gửi tất cả những lá thư của Lara Jean đến những người đã khiến cô tương tư trong quá khứ của cô, dẫn đến nhiều cuộc đối đầu khó xử với các chàng trai. Trong số đó có Josh Sanderson, bạn của cô, cũng là bạn trai cũ của chị gái Margot. Peter Kavinsky- người cô đã thích từ lớp bảy, nắm bắt cơ hội này để làm bạn gái cũ của mình Gen ghen tị bằng cách yêu cầu Lara Jean làm bạn gái hờ của mình.

## Diễn viên
- Lana Condor vai Lara Jean
  - Isabelle Beech vai Lara Jean khi còn trẻ
- Noah Centineo là Peter Kavinsky, một trong những người nhận thư tình của Lara Jean
  - Hunter Dillon vai Peter khi còn trẻ
- Janel Parrish trong vai Margot Covey, chị cả của Lara Jean và Kitty Covey, là bạn gái cũ của Josh Sanderson
- Anna Cathcart trong vai Katherine Song Covey, còn được gọi là Kitty Covey, em gái của Lara Jean và Margot Covey
- Andrew Bachelor trong vai Greg, bạn thân nhất của Peter
- Trezzo Mahoro trong vai Lucas, một trong người bạn của Lara Jean và là một trong những cô đã thầm thương trộm nhớ trước đây
- Madeleine Arthur trong vai Christine, còn được gọi là Chris, chị họ của Genevieve và là bạn thân nhất của Lara Jean
- Emilija Baranac trong vai Genevieve, còn được gọi là Gen, bạn gái cũ của Peter và người bạn thân nhất của Lara Jean ở trường cấp 2
  - Rhys Fleming vai Gen khi còn trẻ
- Israel Broussard vai Josh Sanderson, bạn trai cũ của Margot và người yêu cũ của Lara Jean
  - Christian Michael Cooper vai Josh khi còn trẻ
- John Corbett là Tiến sĩ Covey, cha của Lara Jean

## Sản xuất

### Phát triển
Vào tháng 6 năm 2014, tác giả cuốn tiểu thuyết lãng mạn dành cho người lớn trẻ tuổi nhất của New York Times của Jenny Han, To All the Boys I Loved Before đã được lựa chọn bởi Will Smith và công ty sản xuất của James Lassiter, Overbrook Entertainment. Vào thời điểm đó, nhà văn Annie Neal đã được thuê để biên kịch cuốn truyện thành kịch bản phim. Vào ngày 5 tháng 7 năm 2017, sản xuất bắt đầu tại Vancouver, British Columbia. Nó được công bố vào cuối tháng đó rằng Lana Condor đã được chọn vào vai chính của Lara Jean Song Covey, với Susan Johnson đạo diễn từ một kịch bản của Sofia Alvarez. Nó cũng đã được báo cáo rằng John Corbett, Janel Parrish, Anna Cathcart, Noah Centineo, Israel Broussard, and Andrew Bachelor đã tham gia dàn diễn viên của bộ phim này.
Đây là bộ phim đầu tiên được phát hành bởi AwesomenessTV sau khi được mua lại bởi Viacom.

### Quay phim
Nhiếp ảnh chính bắt đầu ở Vancouver, British Columbia và các khu vực xung quanh vào ngày 5 tháng 7 năm 2017. Những cảnh ở trường trung học Lara Jean được quay tại trường trung học Point Grey. Công tác sản xuất kết thúc vào ngày 4 tháng 8 năm 2017.

## Phát hành
Vào tháng 3 năm 2018, Netflix đã mua quyền phân phối cho bộ phim và phát hành nó vào ngày 17 tháng 8 năm 2018.